# Chalumna River
Chalumna river (Tyolomnqa en langue xhosa) est une rivière de la province du Cap oriental, Afrique du Sud, d'environ 78 km de long, formée au confluent de deux petites rivières, la Qugwala à l'ouest et la Mtyolo à l'est. Elle se jette dans l'océan Indien formant un estuaire situé près de Kayser's Beach.
Son bassin versant, de 441 km2, est un des plus petits de la côte est de l'Afrique du Sud.
Son embouchure est située à environ 45 km au sud-ouest de la Buffalo River (Cap oriental) près de East London.
L'anguille à longues nageoires africaine (Anguilla mossambica) est commune dans ses eaux.
Cette rivière est surtout connue car étroitement liée à l'histoire de la découverte du premier exemplaire de cœlacanthe pêché complet.

## Historique
Ce fut près de l'embouchure de cette rivière qu'en 1938 le capitaine Hendrik Goosen captura dans ses filets un poisson qui attira l'attention  de Marjorie Courtenay-Latimer alors conservatrice du musée sud-africain. En 1939, ce poisson a été officiellement identifié comme un cœlacanthe, genre jusque-là considéré comme éteint depuis au moins 65 millions d'années et qui n'était connu que comme fossile. Le nom de la rivière Chalumna est ensuite devenu la seconde partie du nom scientifique de l'espèce : Latimeria chalumnae. 
Historiquement la rivière Chalumna formait la frontière nord de l'ancienne Ciskei jusqu'au 27 avril 1994, lorsque toutes les régions politiques de l'époque de l'apartheid furent réintégrées dans le territoire de l'Afrique du Sud.